# Arhimedov dvojček
Arhimedov dvojček sta dve krožnici, ki ju lahko narišemo v arbelosu. Zanju je značilno, da imata enaki ploščini.

## Konstrukcija
Za poljubne tri točke A, B in C vedno lahko narišemo arbelos. Arbelos je ploskev, ki jo omejujejo trije polkrogi, ki imajo paroma razdalje med njimi kot premere polkrogov. Vsi trije polkrogi morajo biti na isti strani premice AC. Arhimedov dvojček narišemo tako, da potegnemo pravokotnico na premico AC skozi točko B kot tangento na manjši polkrog. Vsaka izmed krožnic (C1 in C2) je tangenta na to premico in na večji polkrog. Krožnica C1 se dotika večjega plokroga, krožnica C1 pa manjšega. Vsaka izmed krožnic je dana s tremi tangentami. 

## Polmeri krožnic
Ker sta obe krožnici skladni, imata enako dolg polmer. Če je r = AB/AC, potem je polmer vsake krožnice enak
{\displaystyle \rho ={\frac {1}{2}}r\left(1-r\right)}.
Polmer vsake izmed krožnic je 
{\displaystyle \rho ={\frac {ab}{a+b}}}
kjer je 
- {\displaystyle a} polmer prvega notranjega polkroga
- {\displaystyle b} polmer drugega notranjega polkroga

Polmer vsake izmed krožnic izračunamo na naslednji način 
{\displaystyle \rho ={\frac {ab}{a+b}}}
kjer sta
- {\displaystyle a} in
- {\displaystyle b} polmera dveh notranjih polkrogov

## Središča krožnic
Če je r = AB/AC, potem  sta središči obeh krogov  C1 in C2 v točkah
{\displaystyle C_{1}=\left({\frac {1}{2}}r\left(1+r\right),r{\sqrt {1-r}}\right)}
{\displaystyle C_{2}=\left({\frac {1}{2}}r\left(3-r\right),\left(1-r\right){\sqrt {r}}\right)}